# كودي خاكبو
كودي ماتيس خاكبو (بالهولندية: Cody Mathès Gakpo) (مواليد 7 مايو 1999) هو لاعب كرة قدم هولندي يلعب لصالح نادي ليفربول في الدوري الإنجليزي الممتاز و‌منتخب هولندا لكرة القدم في مركز الجناح.

## نشأته
ولد خاكبو في آيندهوفن ب‍هولندا ونشأ في مقاطعة ستراتوم. ولد والده في توغو وله أصول غانية، بينما والدته هولندية. في عام 2007 ، انتقل إلى أكاديمية الشباب لنادي بي إس في آيندهوفن، حيث تقدم بعد ذلك من خلال جميع فرق الشباب.

## مسيرته الكروية

### بي إس في آيندهوفن

#### بي إس في آيندهوفن الرديف
في موسم 2016–2017، كان خاكبو جزءًا من الفريق الرديف لنادي بي إس في آيندهوفن لأول مر ، لكنه سيلعب مع فريق تحت 19 سنة بشكل أساسي. قدم خاكبو أول مباراة احترافية له في الدوري الهولندي الدرجة الثانية لصالح شباب آيندهوفن في 4 نوفمبر 2016 في مباراة ضد هيلموند سبورت. في بقية الموسم ، ظهر مرة واحدة فقط مع شباب آيندهوفن. بعد تألقه في الموسم التالي بالدوري الهولندي تحت 19 سنة وتسجيله سبعة أهداف وتقديمه خمس تمريرات حاسمة في 13 مباراة بالدوري، تمت ترقيته أخيرًا إلى الفريق الثاني في نهاية العام. في ظهوره الثاني في الدوري الهولندي الدرجة الثانية، في 19 يناير 2017 في الفوز 3–2 خارج الأرض ضد دي غرافشاب، سجل هدفين وصنع الهدف الثالث لفريقه. تمكن مع الفريق الرديف والثاني لآيندهوفن من تسجيل سبعة أهداف في موسم 2017–18، وهو ما حققه في 12 مباراة بالدوري.

#### الفريق الأول
ظهر خاكبو لأول مرة مع فريق بي إس في آيندهوفن كبديل في الوقت المحتسب بدل الضائع في الفوز 3–1 على فاينورد في 25 فبراير 2018. في موسم 2018–19، تمكن خاكبو من تحسين أدائه. هذا ما لاحظه أيضًا مدرب الفريق الأول مارك فان بوميل؛ حيث تم اختياره عدة مرات لتشكيلة الفريق في كل مباراة في النصف الأول من الموسم، ولكنه سيبقي على مقاعد البدلاء. في الفوز 5–1 على أرضه أمام غو أهد إيغلز في 3 ديسمبر 2018، سجل أول هاتريك في مسيرته الاحترافية. بعد أن سجل هدفًا وقدم تمريرة حاسمة في الفوز 5–2 على أرضه ضد ألميره سيتي في 21 ديسمبر، ظهر لأول مرة في الدوري الهولندي الممتاز بعد يوم واحد فقط. شارك في مباراة الفوز 3-1 على أرضه أمام إي زد ألكمار، حيث استبداله بـ ستيفن بيرجوين في الدقائق الأخيرة. سجل تسعة أهداف في عشر مباريات بالدوري لصالح بي إس في آيندهوفن الرديف بحلول نهاية العام وتم ترقيته لاحقًا ليصبح لاعبًا أساسيًا في الفريق الأول. في 3 فبراير 2019، سجل هدفه الأول في الدوري في ظهوره الثاني في الفوز 5-0 على أرضه على فورتونا سيتارد وصنع أيضًا هدفًا آخر. وبحلول نهاية الموسم، خاض 14 مباراة بالدوري ، لكن دون أن يتمكن من تسجيل هدف آخر.
في موسم 2019–20، حقق تقدمًا كبيرًا في الدوري الهولندي وسجل سبعة أهداف وصنع العديد من الأهداف في 25 مباراة بالدوري.
في 13 سبتمبر 2020، في اليوم الأول من الدوري الهولندي الممتاز 2020–21 ، سجل خاكبو أول ثنائية له مع آيندهوفن، وساهم في الفوز 3–1 على نادي غرونينغن. سجل هدفين آخرين في 24 سبتمبر في مباراة الفوز 5–1 في التصفيات الموهلة ل‍الدوري الأوروبي ضد نادي مورا، مما سمح لآيندهوفن بالتأهل إلى الدور الفاصل. كان حاسمًا مرة أخرى، بتسجيله الهدف الثاني لآيندهوفن في الفوز 2–0 على نادي روسنبورغ في 1 أكتوبر. أنهى الموسم بتسجيله 11 هدف في 29 مشاركة.
سجل خاكبو هدف الفوز لآيندهوفن في الفوز 2–1 على نادي أياكس في نهائي كأس هولندا 2022. في 31 أغسطس 2022، سجل أول هاتريك له بالدوري الهولندي الممتاز في الفوز 7–1 على نادي فولندام.

### ليفربول
في 28 ديسمبر 2022، قام نادي ليفربول بالوصول إلى اتفاق مع نادي بي اس في آيندهوفن بشأن انتقال خاكبو. أفادت بي بي سي سبورت بأنه وافق على عقد مدته خمس سنوات ونصف، وتمت الصفقة مقابل رسوم نقل تتراوح بين 35.4 جنيه إسترليني إلى 44.3 مليون جنيه إسترليني (40 إلى 50 مليون يورو)، والتي ستكون قيمة انتقال قياسية يتسلمه آيندهوفن. في 7 يناير 2023، ظهر لأول مرة مع النادي كلاعب أساسي في مباراة الدور الثالث من كأس الاتحاد الإنجليزي على ملعب أنفيلد ضد وولفرهامبتون واندررز والتي انتهت 2–2.

## مسيرته الدولية

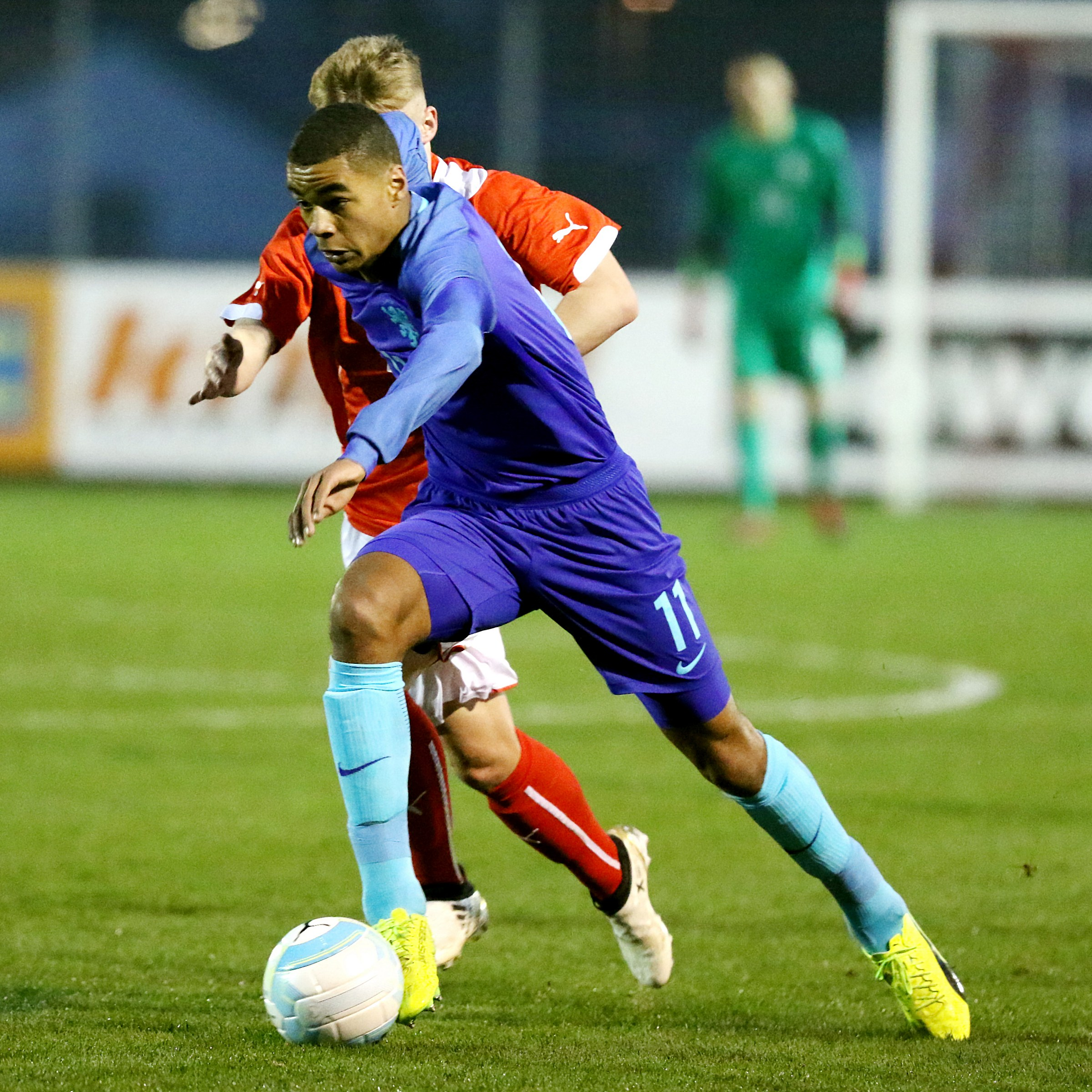
خاكبو مع هولندا تحت 18 عام 2017

كان خاكبو مؤهلاً للعب لهولندا أو غانا أو توغو على المستوى الدولي.
فقام خاكبو باللعب مباريات كرة القدم الدولية للشباب لصالح منتخب هولندا تحت 18، تحت 19، تحت 20 وأخيرًا تحت 21.
تم استدعاء خاكبو إلى تشكيلة منتخب هولندا الأول في بطولة أمم أوروبا 2020 وظهر لأول مرة في المباراة الثالثة من دور المجموعات ضد  مقدونيا الشمالية كبديل في الدقيقة 79 ل‍فرينكي دي يونغ. وبذلك ، أصبح أول لاعب هولندي يلعب أول مباراته الدولية في بطولة أمم أوروبا منذ مارتن فريسيين في 1980.
تم اختيار خاكبو في تشكيلة كأس العالم 2022 في قطر وكان له تأثير فوري ، حيث سجل في ثلاث مباريات متتالية بالمجموعة ضد السنغال، الإكوادور، و‍قطر.

## أسلوب لعبه
عادةً ما يتم وضعه في مركز الجناح الأيسر، حيث ان ذلك يؤدي إلى توغل خاكبو بداخل قدمه اليمنى للانتقال إلى موقع رأس الحربة أكثر، ويستخدم سرعته ومهاراته في المراوغة  ليواجه المدافعين حتى يجد مساحة للقيام بمحاولة التسديد على المرمى.

## روابط خارجية
- كودي خاكبو على موقع الاتحاد الأوربي (الإنجليزية)
- كودي خاكبو على موقع إي إس بي إن إف سي (الإنجليزية)
- كودي خاكبو على موقع قاعدة بيانات كرة القدم.إي يو (الإنجليزية)
- كودي خاكبو على موقع ليكيب (الفرنسية)
- كودي خاكبو على موقع ناشيونال فوتبول تيمز (الإنجليزية)
- كودي خاكبو على موقع Soccerbase.com (لاعب) (الإنجليزية)
- كودي خاكبو على موقع Soccerway.com (الإنجليزية)
- كودي خاكبو على موقع عالم كرة القدم.نت (الإنجليزية)
- كودي خاكبو على موقع كووورة
- كودي خاكبو على موقع AS.com (الإسبانية)